# アレクサンドル・ヨヌツ・ストイカ
アレクサンドル・ヨヌツ・ストイカ（Alexandru Ionuț Stoica 、2000年1月23日 - ）は、ルーマニア・ブカレスト出身のプロサッカー選手。リーガI・FCヴォルンタリ所属。ポジションは、フォワード。